# Kyunsu
Kyunsu (birmano: ကျွန်းစုမြို့) es una localidad de Birmania perteneciente a la región de Tanintharyi del sur del país. Dentro de la región, Kyunsu es la capital del municipio homónimo en el distrito de Myeik.
En 2014 tenía una población de 5548 habitantes, albergando aproximadamente a uno de cada treinta habitantes del municipio.
Se ubica en la costa septentrional de la isla Kanmaw Kyun, que forma parte del archipiélago de Mergui. La capital distrital Myeik se sitúa unos 60 km al norte de Kyunsu en la costa continental. Kyunsu es una de las localidades más importantes del archipiélago y hasta 1990, cuando se creó el municipio actual, la localidad era conocida como "Kanmaw", compartiendo hasta entonces nombre con la isla.